# Ішимський
Іши́мський (рос. Ишимский) — селище у складі Ісетського району Тюменської області, Росія.
Населення — 160 осіб (2010, 196 у 2002).
Національний склад станом на 2002 рік:
- росіяни — 75 %